# Hispellinus australica
Hispellinus australica là một loài bọ cánh cứng trong họ Chrysomelidae. Loài này được Motschulsky miêu tả khoa học năm 1861.